# Papyrus 25
Papyrus 25 (nach Gregory-Aland mit Sigel {\displaystyle {\mathfrak {P}}}25 bezeichnet) ist eine frühe griechische Abschrift des Neuen Testaments. Dieses Papyrusmanuskript des Matthäusevangeliums enthält nur die Verse 18,32–34; 19:1–3.5–7.9–10. Mittels Paläographie wurde es auf das frühe 4. Jahrhundert datiert.
Der griechische Text des Kodex lässt sich nicht klassifizieren, da er den Charakter eines Diatessarons besitzt (wie auch Unzial 0212). Kurt Aland ordnete ihn in keine Kategorie ein.
Zurzeit wird der Papyrus in der Papyrussammlung des Ägyptischen Museums in Berlin unter der Signatur P. 16388 katalogisiert.